# John Conroy
John Conroy (21 ottobre 1786 – 2 marzo 1854) è stato un militare e avventuriero irlandese che svolse la funzione di amministratore di Kensington Palace, residenza di Vittoria di Sassonia-Coburgo-Saalfeld, duchessa di Kent e madre di Alessandrina Vittoria, futura regina Vittoria del Regno Unito.
Entrò nell'esercito da giovane e nel 1816 fu nominato scudiero del principe Edoardo Augusto di Hannover, duca di Kent e figlio di Giorgio III del Regno Unito.

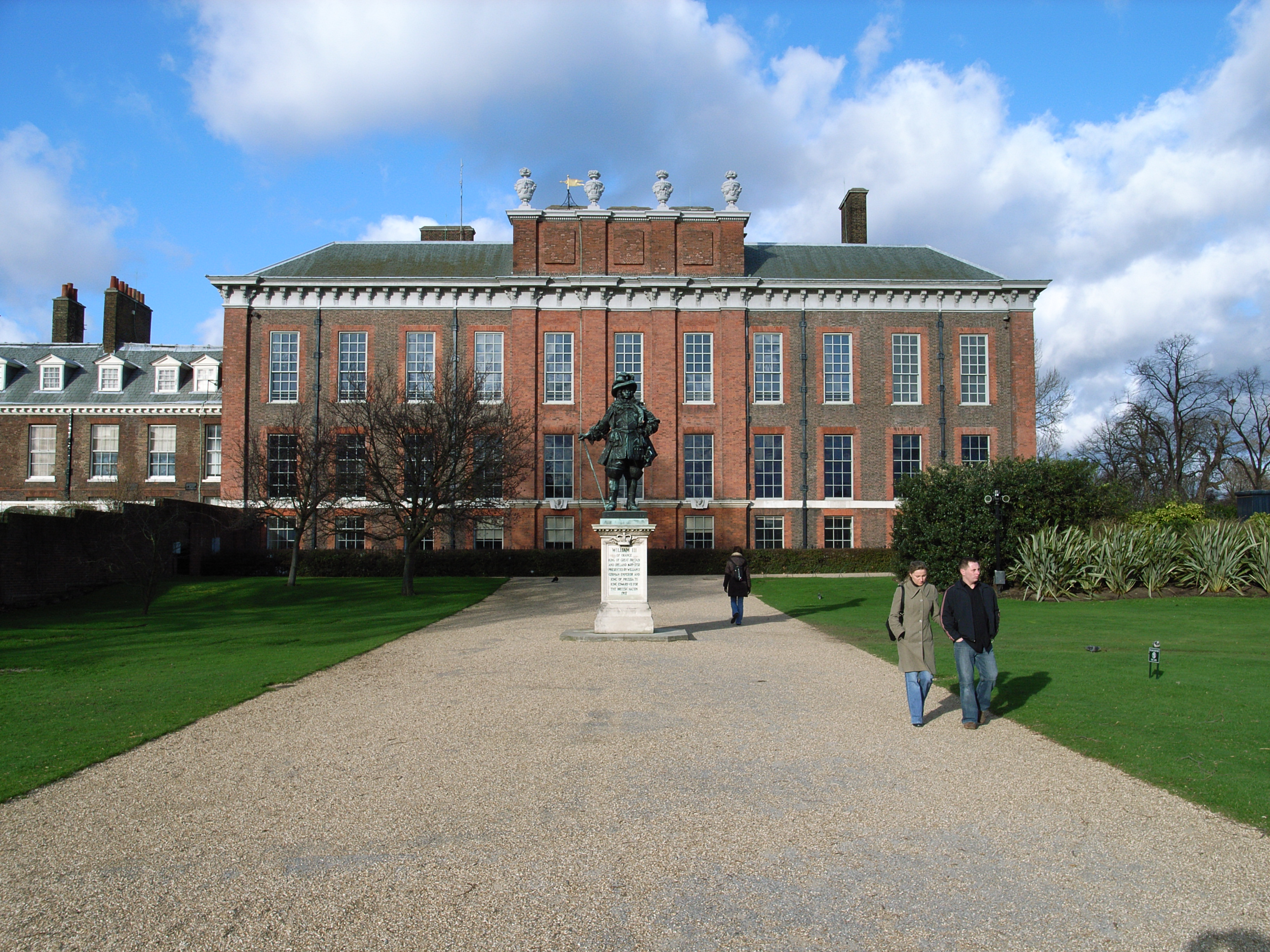
Kensington Palace

Alla morte del duca, divenne amministratore delle sue finanze per conto della vedova. La regina Vittoria nei suoi diari avrebbe raccontato degli imbrogli messi in atto da Conroy e la tirannia instaurata, con la complicità di sua madre, nel governare anche la vita della principessina in vista delle ricchezze che sarebbero arrivate con la sua ascesa al trono.

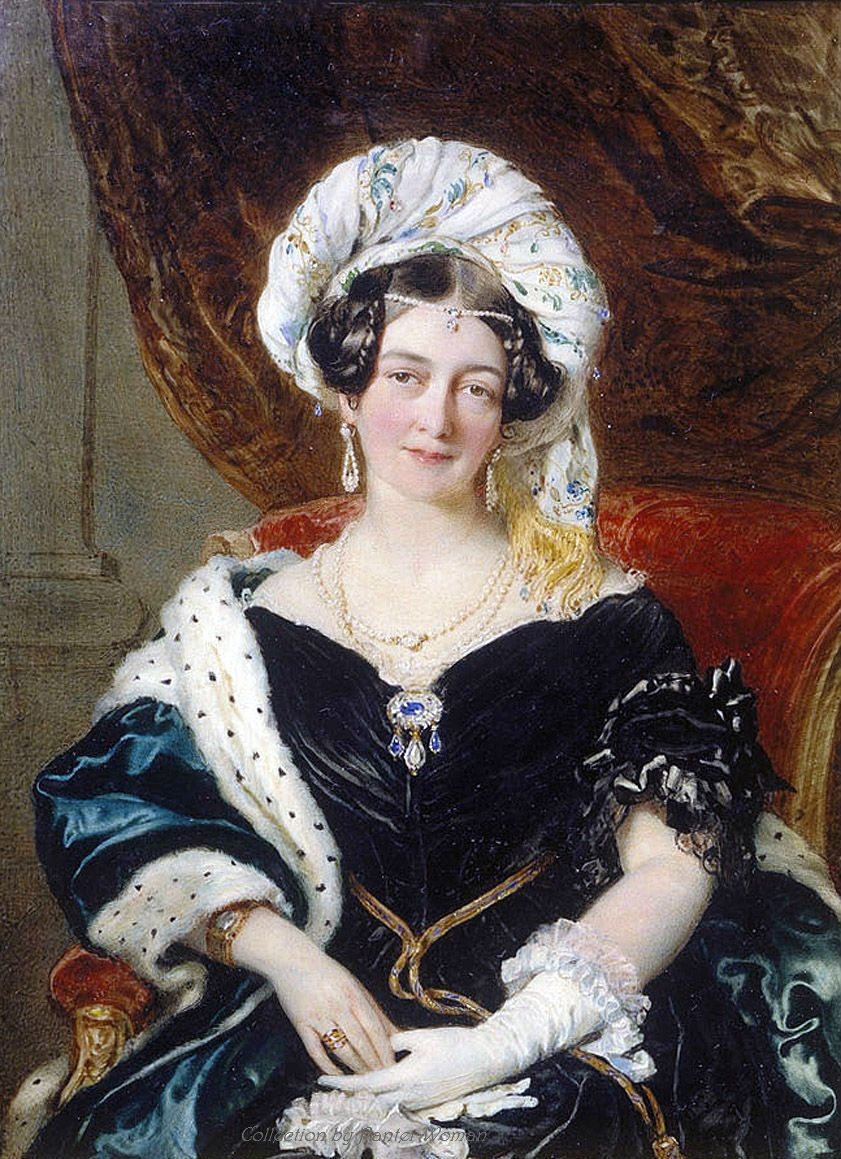
La duchessa di Kent

Wellington riteneva inoltre che dietro la complicità della duchessa col suo amministratore ci fosse un rapporto più intimo.
Più tardi anche la principessa Sofia di Hannover, sorella di Giorgio IV del Regno Unito, affidò le proprie finanze a Conroy donandogli inoltre una costosa tenuta. Sofia riuscì inoltre a fargli procurare il titolo di Commendatore dell'Ordine Reale Hannoveriano.
Quando Vittoria salì al trono non concesse nulla all'ex amministratore. Nel giugno 1839 Conroy presentò le dimissioni e lasciò per sempre l'Inghilterra.
Nel 1850 la duchessa di Kent permise di analizzare i registri contabili e venne fuori la cattiva amministrazione di Conroy. Seguirono le scuse della duchessa rivolte alla figlia, che alla morte di Conroy nel 1854 si impegnò a mantenerne la moglie e i figli.